# Musée Crozatier
Le musée Crozatier est un musée encyclopédique, créé en 1820, situé dans le jardin Henri-Vinay au Puy-en-Velay, dans le département de la Haute-Loire, en Auvergne-Rhône-Alpes. Depuis 2016, il est géré par la communauté d'Agglomération du Puy-en-Velay.

## Historique

### Création du musée
Après une première tentative résultant d’une initiative préfectorale du 26 germinal an IX (16 avril 1801) qui n’eut pas de suite, le musée est créé en 1820. En 1819, le préfet Armand de Bastard charge le vicomte Gabriel de Becdelièvre de mener des recherches sur les antiquités du département. Il en identifie un nombre suffisant pour justifier la recherche d’un local. Le choix se porte sur une église désaffectée qui avait fait partie du couvent des religieuses de Sainte-Marie (aujourd'hui Centre Pierre-Cardinal). Le musée, qui s’appelle alors musée Caroline, en hommage à S. A. R. Marie-Caroline de Bourbon, duchesse de Berry, accroît rapidement ses collections. La gestion du musée, avec l'appui du député Jean-Guillaume Chabalier, est assurée par la Société académique du Puy-en-Velay. À cette époque, le musée comprend trois sections : antiquités, médailles, statues, tableaux, dessins et gravures pour la première, minéralogie pour la deuxième et zoologie pour la troisième. En raison de l'augmentation des collections, la construction d’un nouveau bâtiment est envisagée et décidée par le conseil municipal en 1848. Le projet de l’architecte départemental Achille Normand est accepté en 1850. L’inauguration a lieu en 1851. Cette construction est rapidement trop petite et il est décidé de l'agrandir. Le fondeur Charles Crozatier, lègue 100 000 francs à la ville pour permettre l'édification d'un nouveau bâtiment. C’est en 1862 que les plans d'Antoine Martin, architecte de la ville, sont adoptés. Le musée est inauguré en 1868 et il prend le nom de Charles Crozatier.
Une belle vue sur la ville haute peut être observée de la salle du Dôme, au premier étage du musée.

### La rénovation (2013-2018)
Le musée est fermé en 2011 au public, et sa rénovation complète a lieu de 2013 à 2018. Le projet comprend la démolition et la reconstruction du bâtiment sur rue, la rénovation de l'édifice Crozatier et la modernisation de la muséographie. Le cabinet d'architecture lauréat du concours lancé en 2007 est Beaudoin Architectes de Nancy.
La façade de verre réalisée par le verrier Emmanuel Barrois ancre le musée Crozatier dans la modernité du XXIe siècle, tout en ménageant une transition avec la construction du XIXe siècle.
Depuis juillet 2018, le musée accueille à nouveau les visiteurs.

## Collections
La diversité des collections du musée — peinture, sculpture, arts graphiques, objets d'art, archéologie, histoire naturelle, mécanique, artisanat, dentelle — permet une découverte de l'histoire du Velay et une vue d'ensemble sur l'art et les sciences, à travers quatre galeries : historique, beaux-arts, scientifique et d'artisanat local.

Vues du parcours permanent du musée
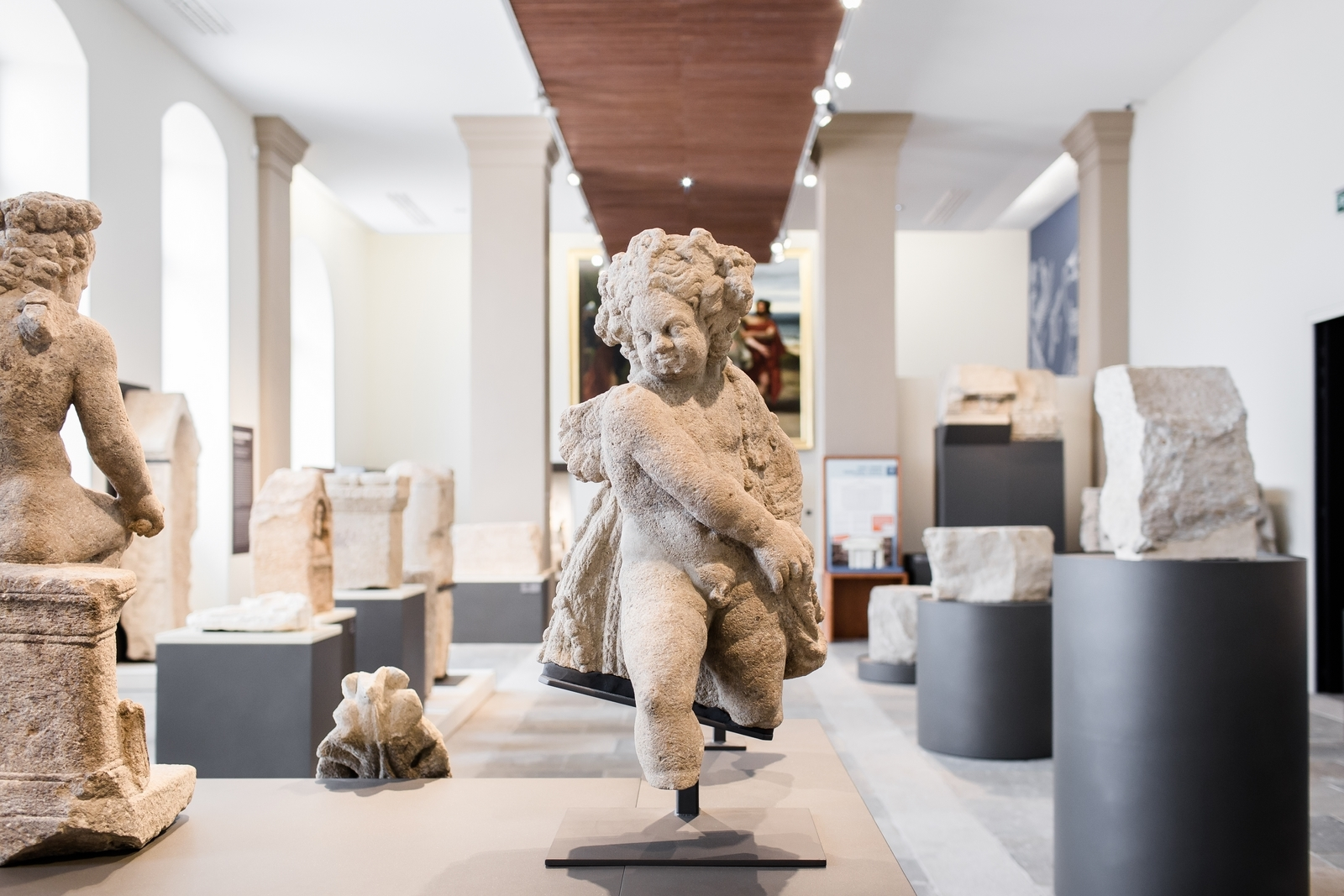
Galerie historique.
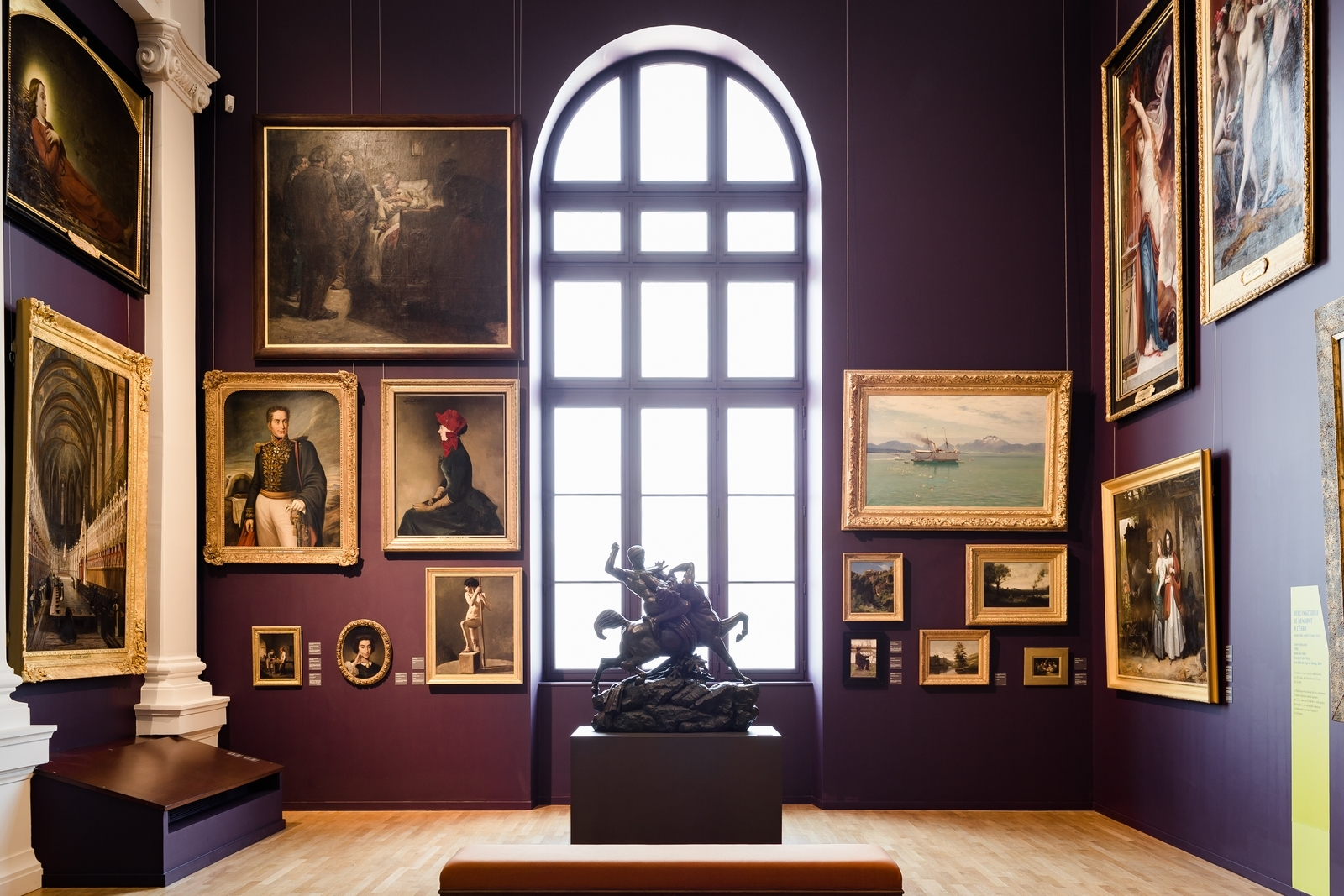
Galerie beaux-arts.
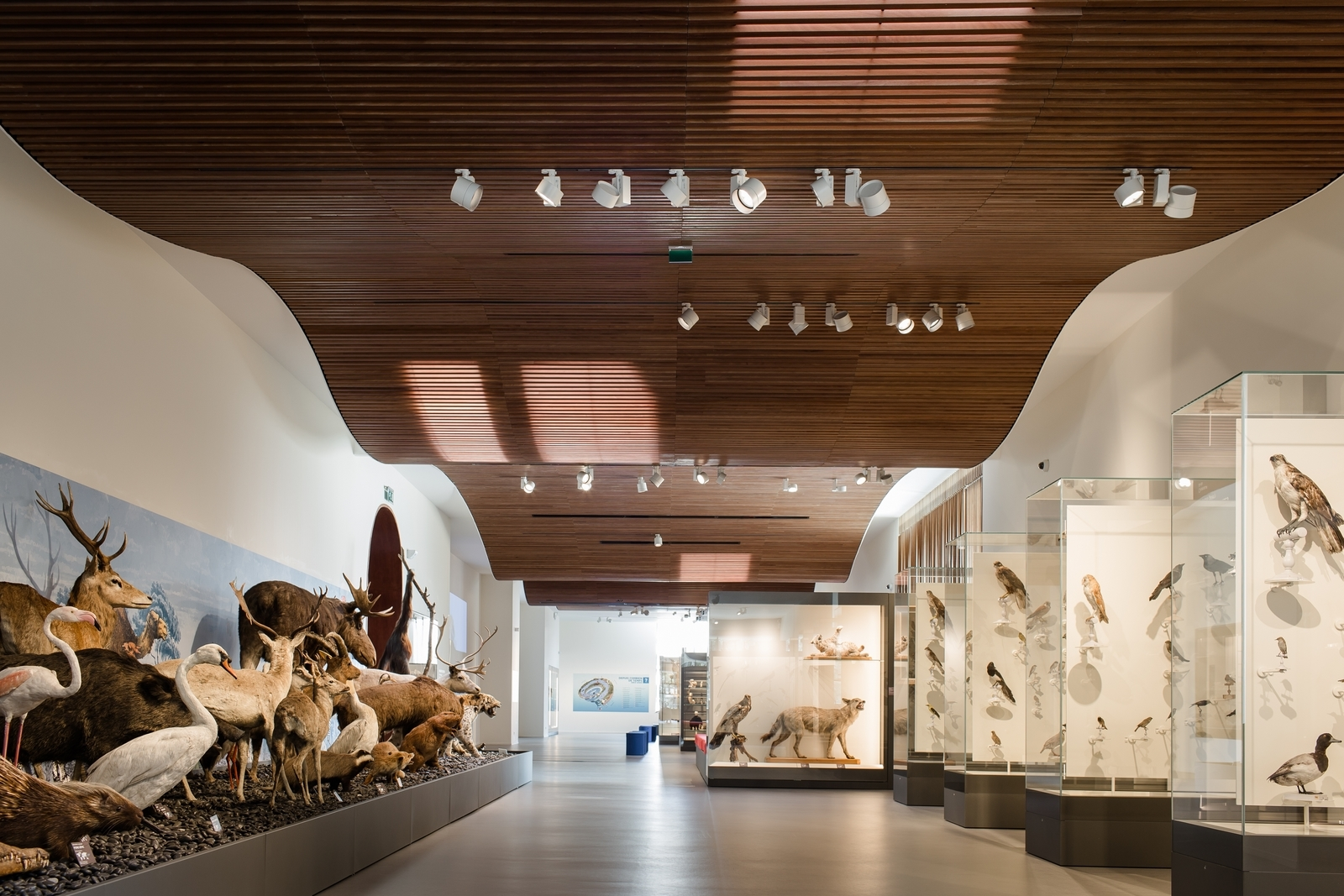
Galerie scientifique.
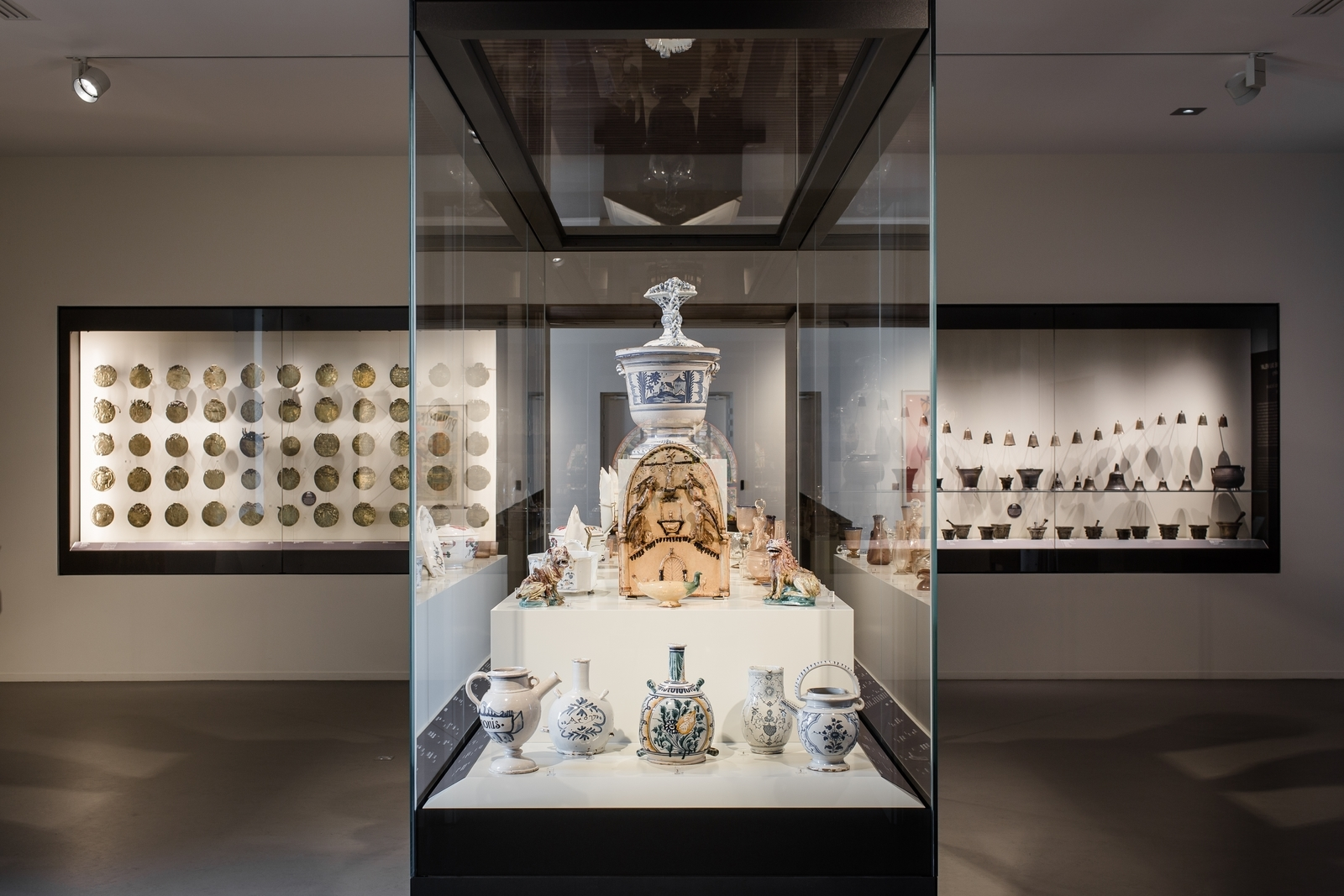
Galerie du Velay.

### La galerie historique
Elle présente les grands jalons de l'histoire, de la préhistoire au XVIe siècle.
- Cercueils et momies égyptiennes.
- Céramiques grecques et italiennes antiques.
- Trésor de statères.
- Fragments de frises sculptées et relevés des fresques de la cathédrale du Puy.
- Mobilier médiéval.
- Majoliques.
- Armure Renaissance.

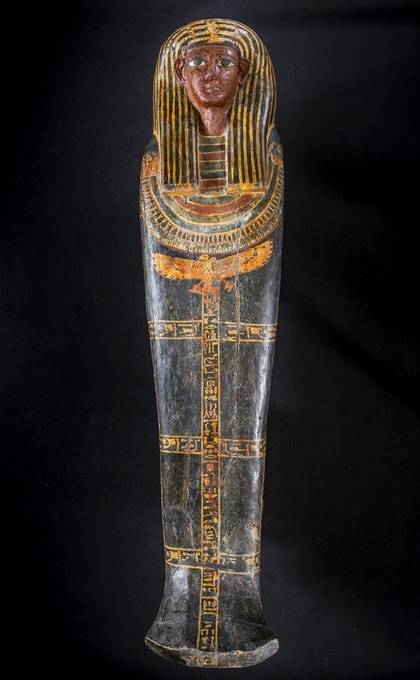
Sarcophage de Dame Henout, Égypte antique.
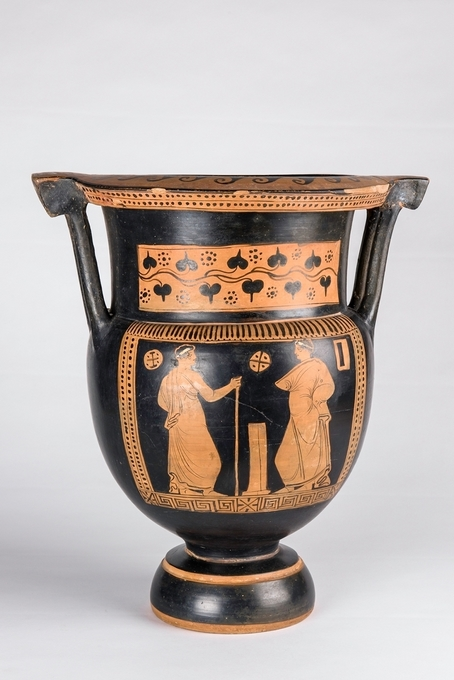
Cratère à colonnettes, Italie du sud (?), IVe siècle av. J.-C.
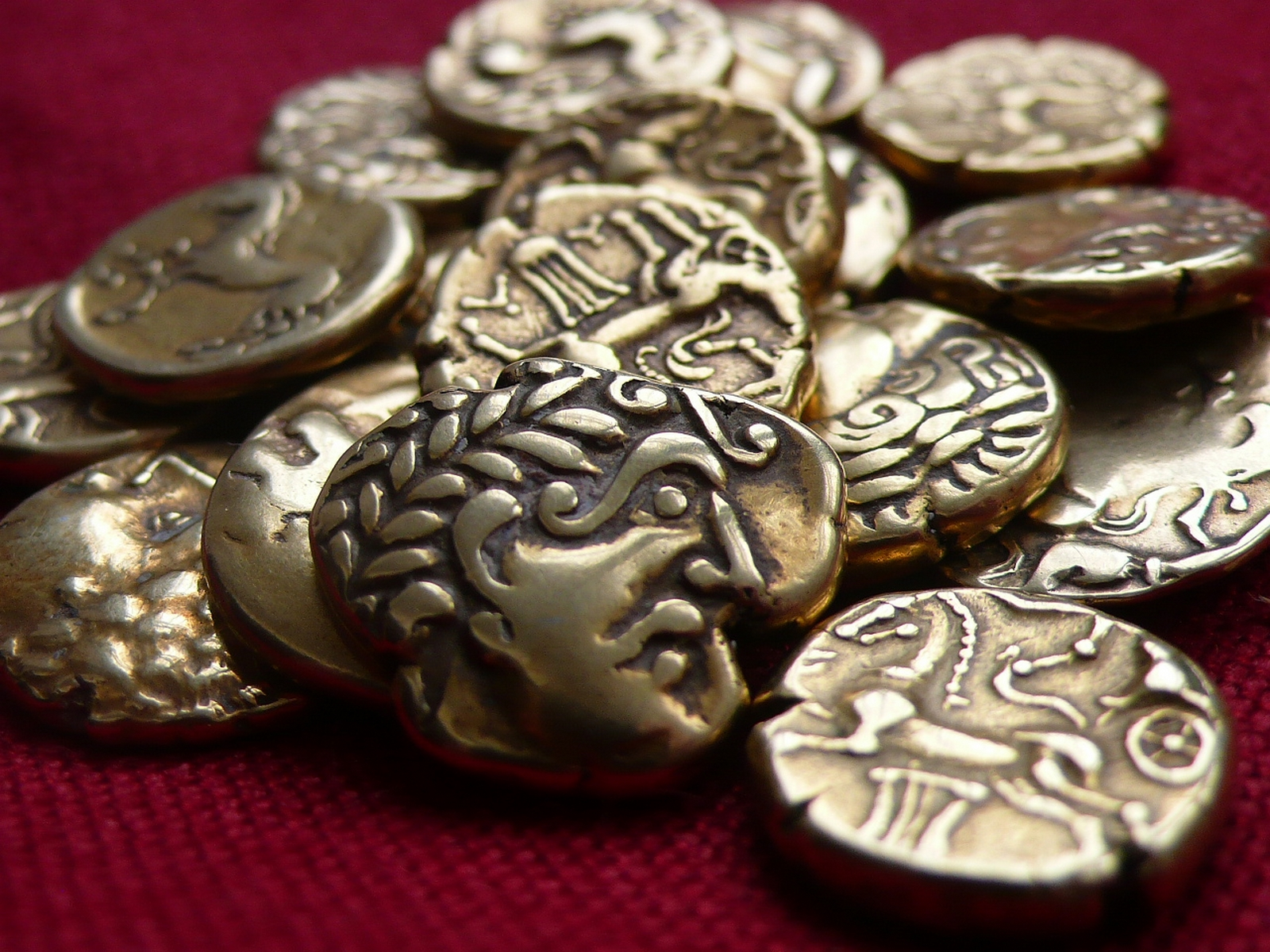
Trésor de statères arvernes, Lapte, IIe siècle av. J.-C. et Ier siècle av. J.-C.
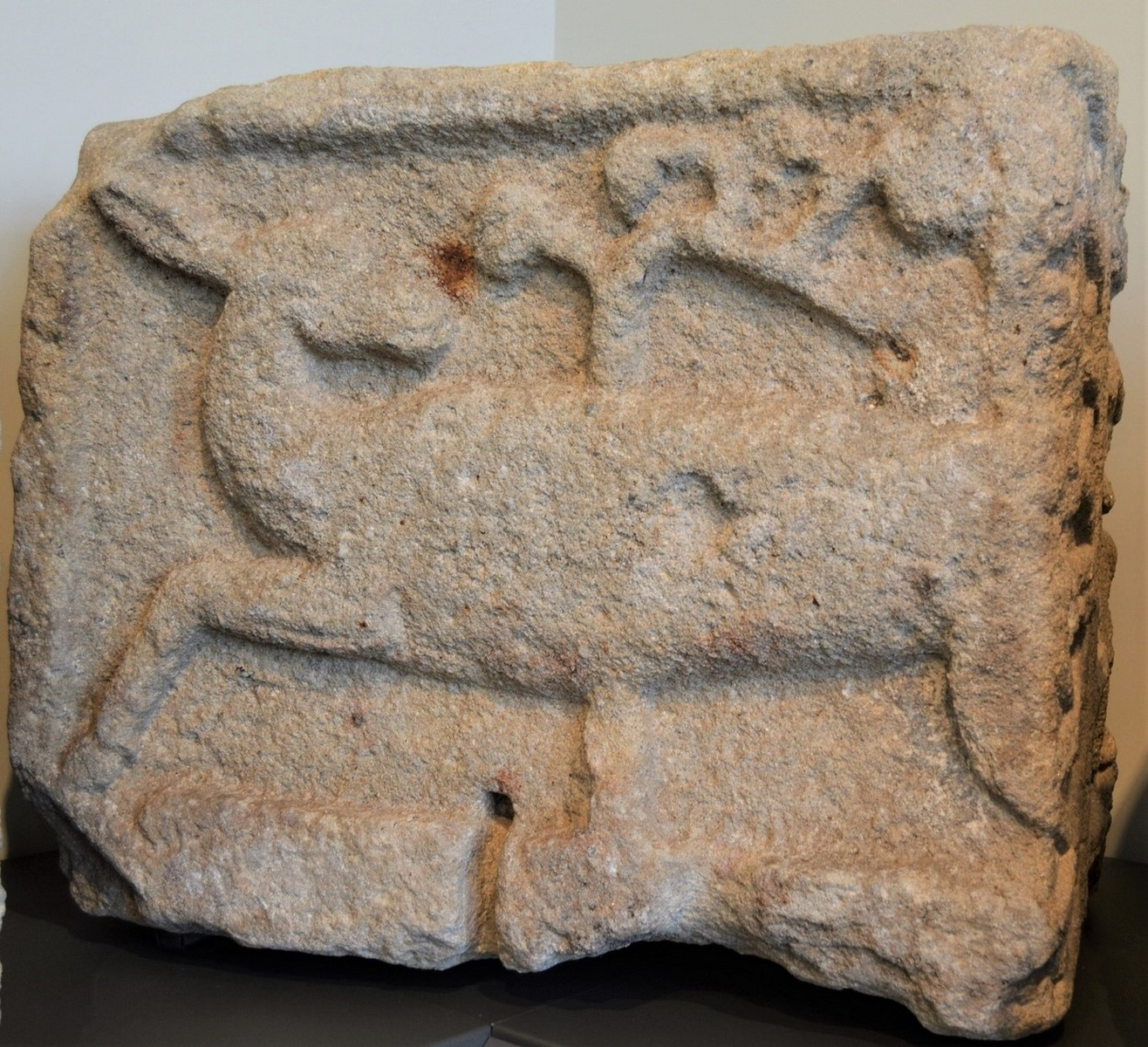
Bloc sculpté provenant de la Cathédrale du Puy, gallo-romain.
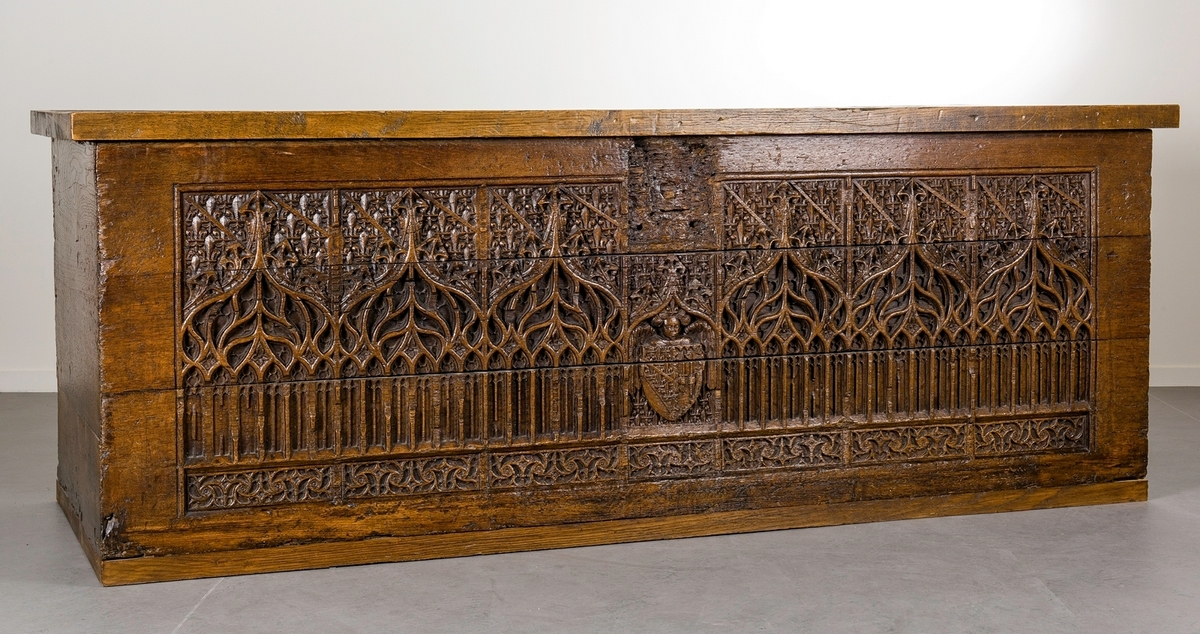
Coffre gothique aux armes de Jean de Bourbon, Le Puy-en-Velay, fin du XVe siècle.
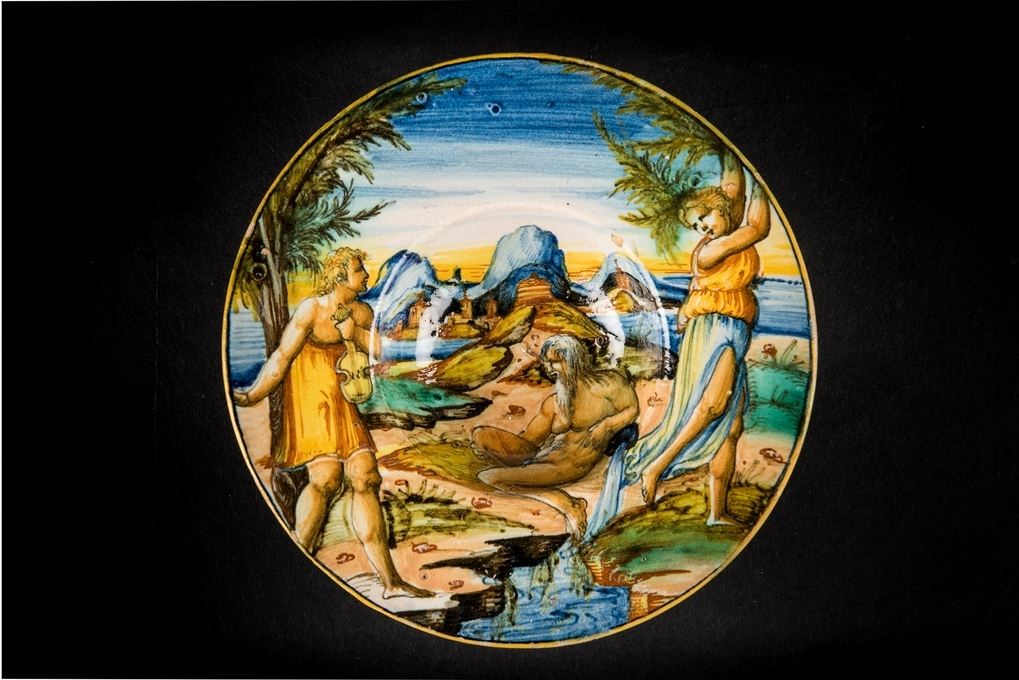
Coupe Apollon et Daphné, Rimini (Italie), XVIe siècle.
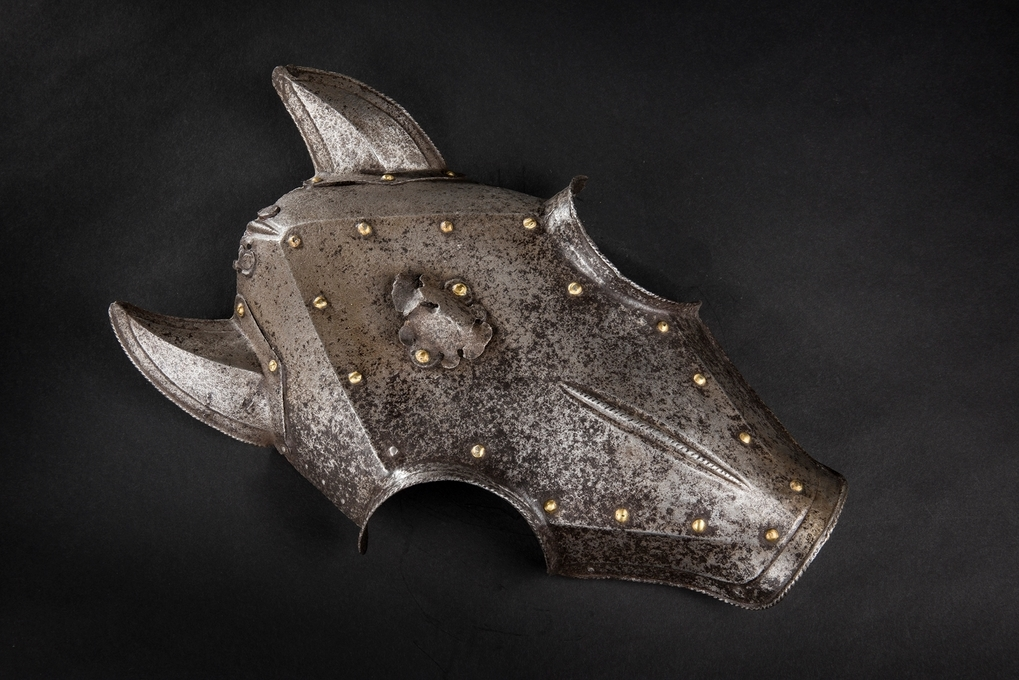
Chanfrein de tournois, XVIe siècle.

### La galerie beaux-arts
Elle offre un panorama de l'histoire de la peinture et de la sculpture du XVe au début du XXe siècle, avec des sujets antiques, mythologiques, religieux et historiques voisinant avec des portraits et des paysages.

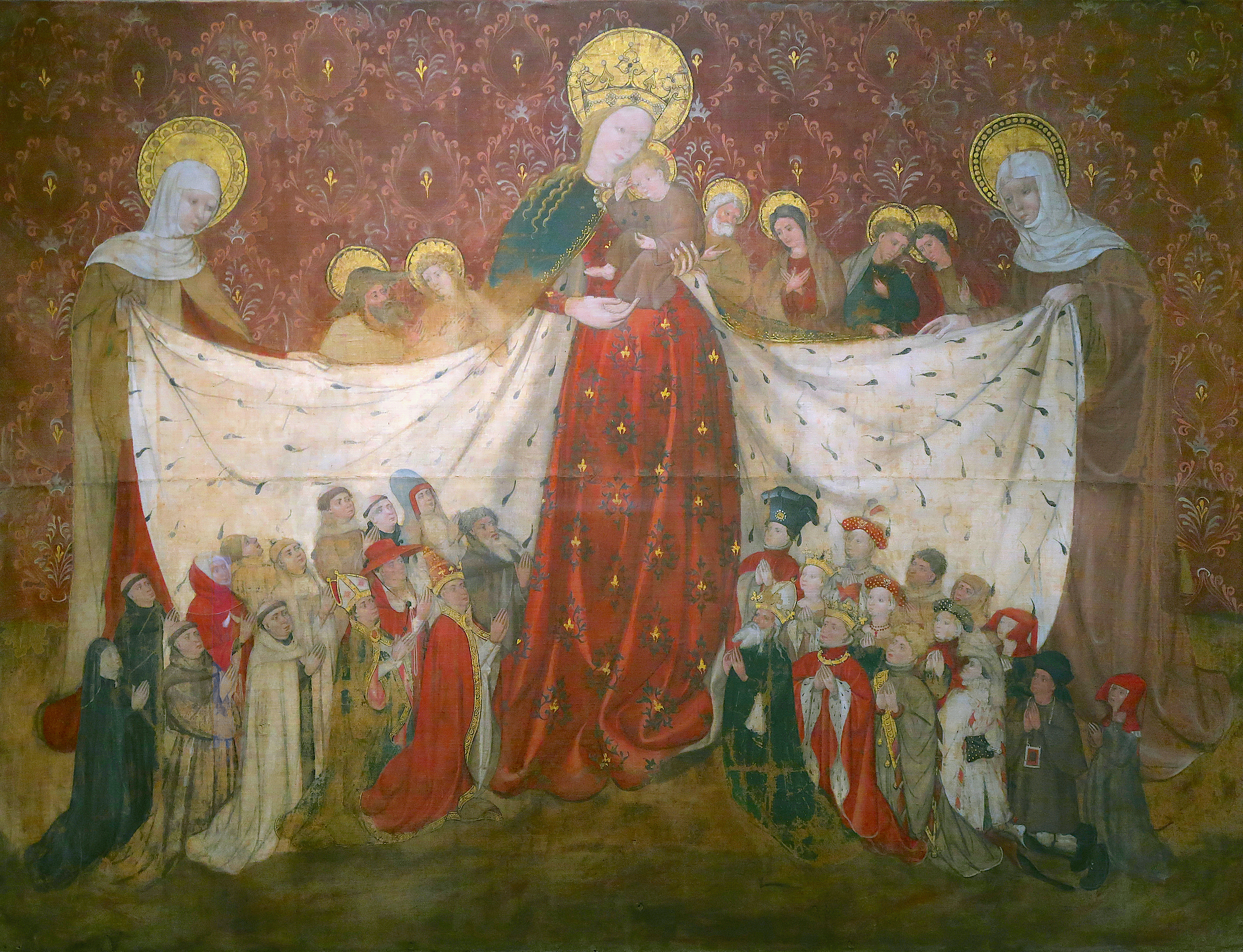
Peintre parisien, La Vierge au manteau, 1417, tempera sur toile, 1,48 x 1,97 m.
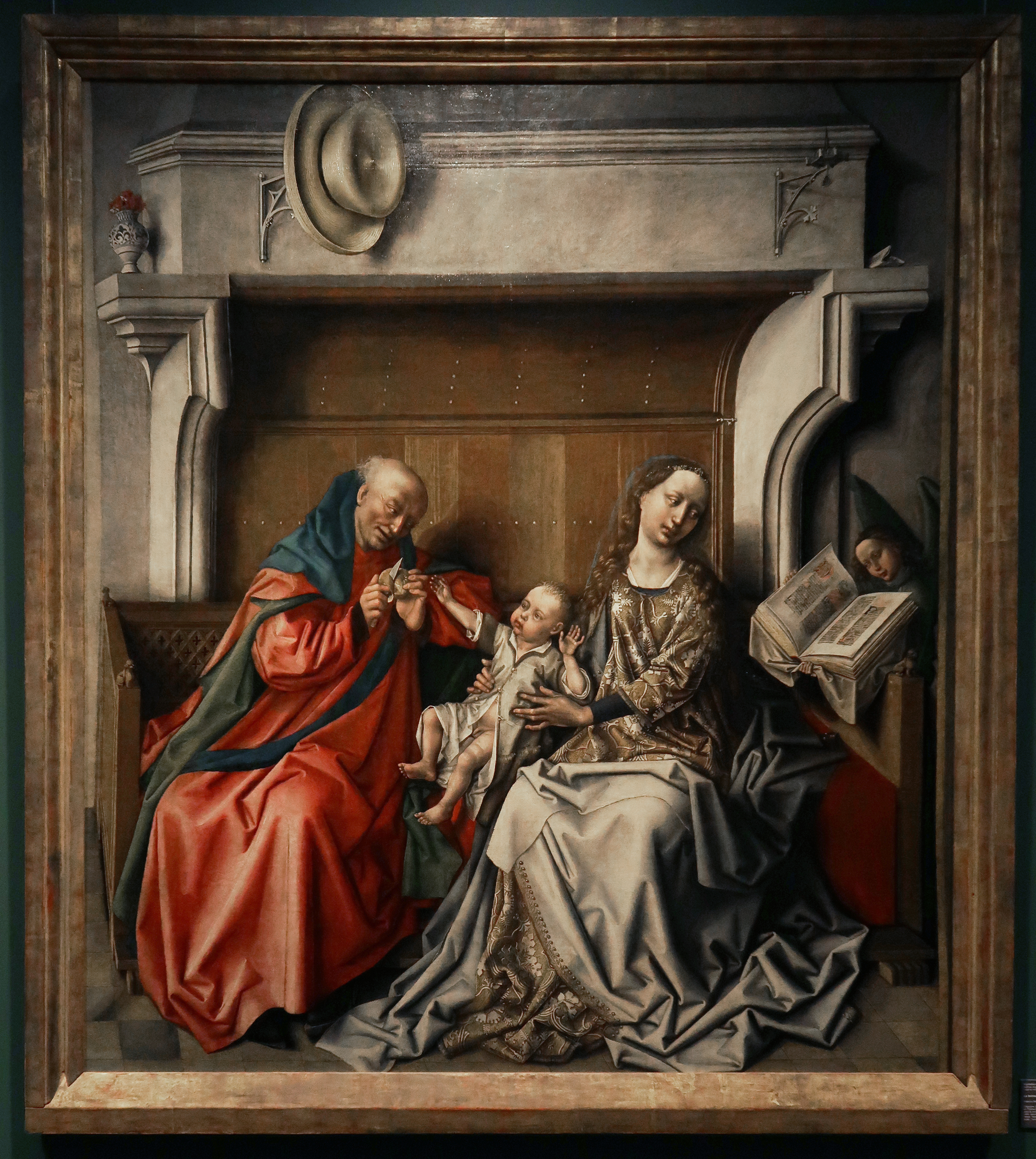
Barthélémy d'Eyck. Sainte Famille. Années 1440s. Détrempe ou-et huile sur toile, 2,04 x 1,80 m.
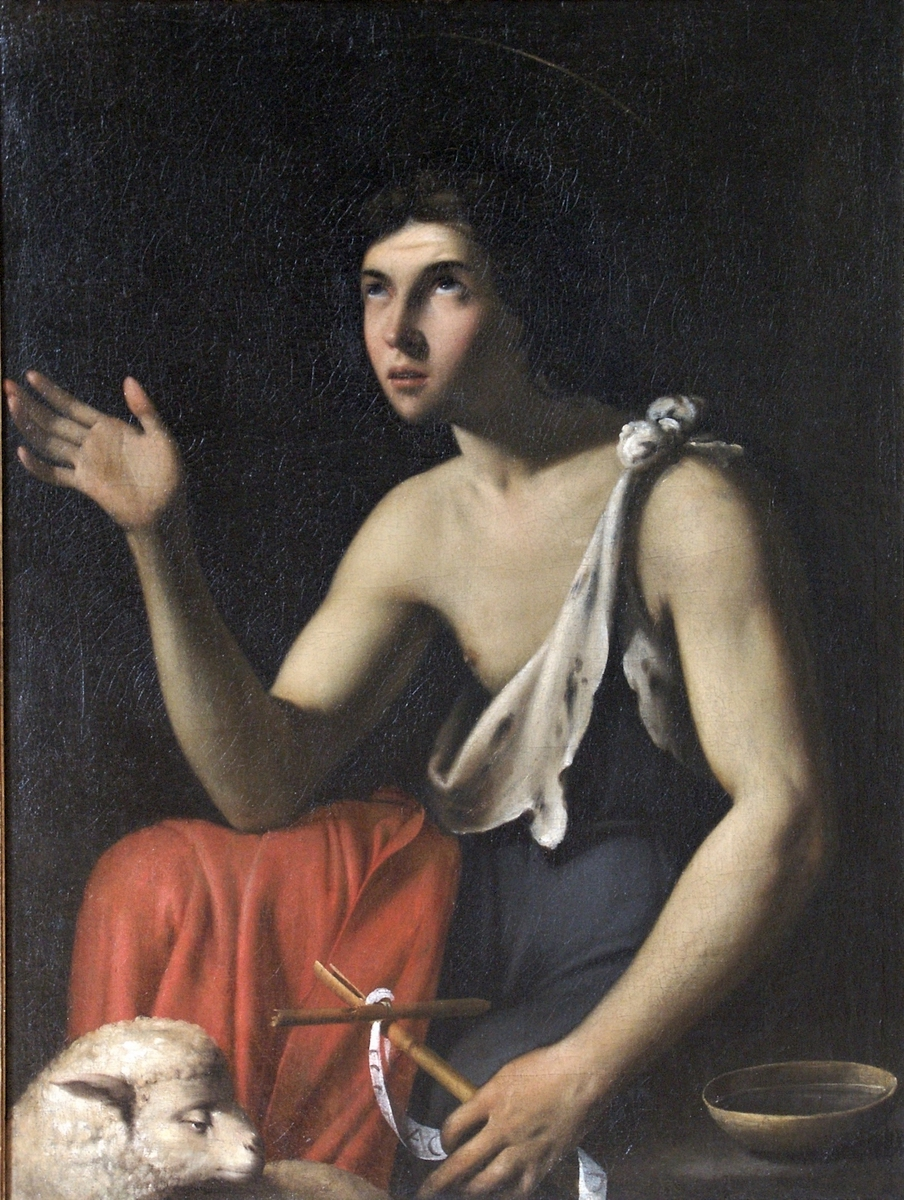
Guy François, Saint Jean-Baptiste, vers 1615. Huile sur toile.
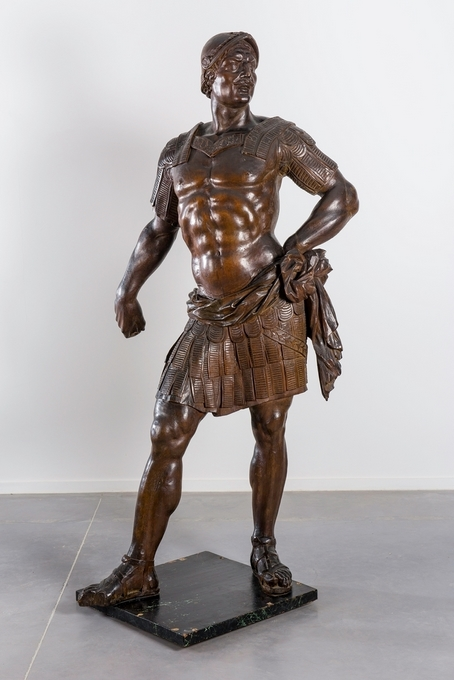
Pierre Vaneau, Soldat de la légion thébaine, fin du XVIIe siècle, noyer, H. 1,86/1,89 m[6].
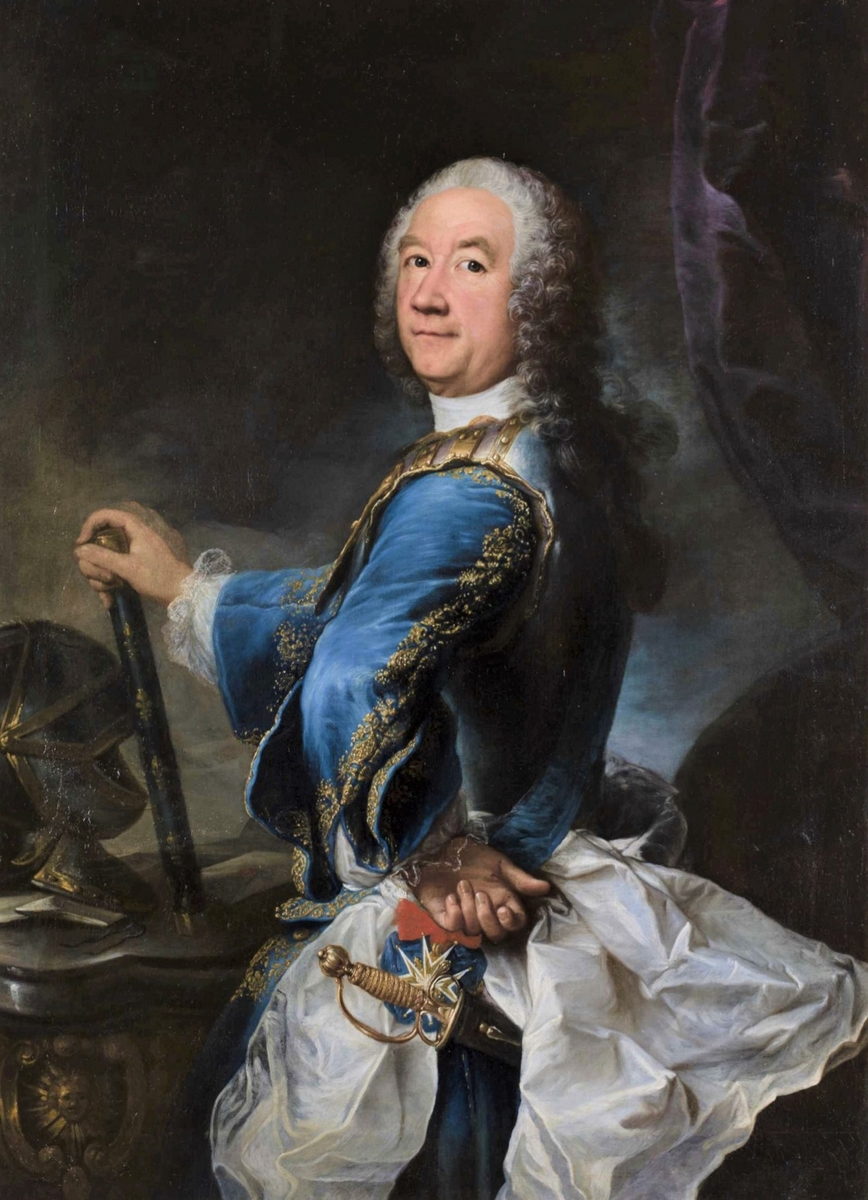
École de Maria Giovanna Clementi, Portrait du maréchal Jean Charles de Saint-Nectaire, 1740, 126 x 91 cm.
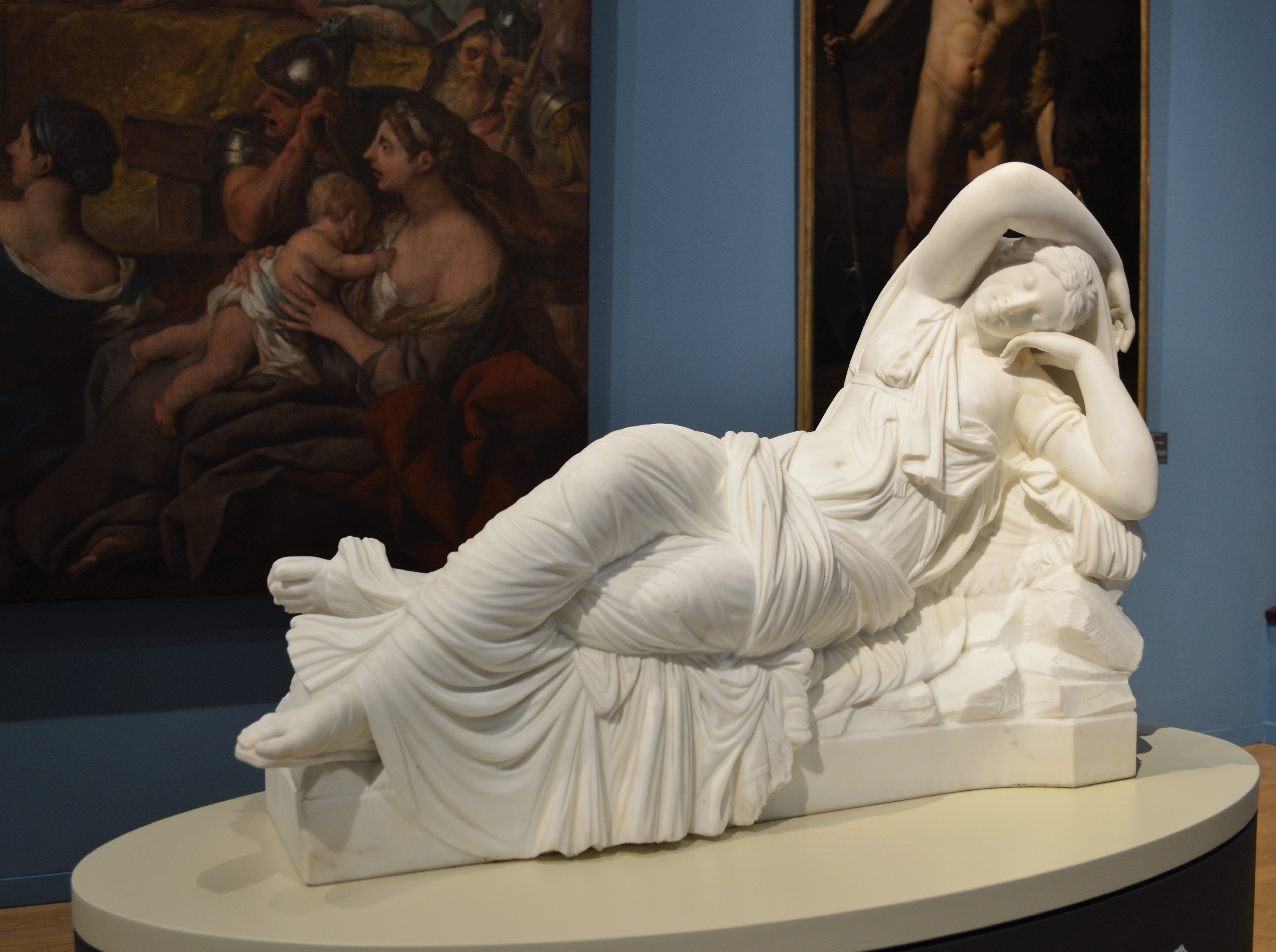
Pierre Julien, Ariane endormie, 1785
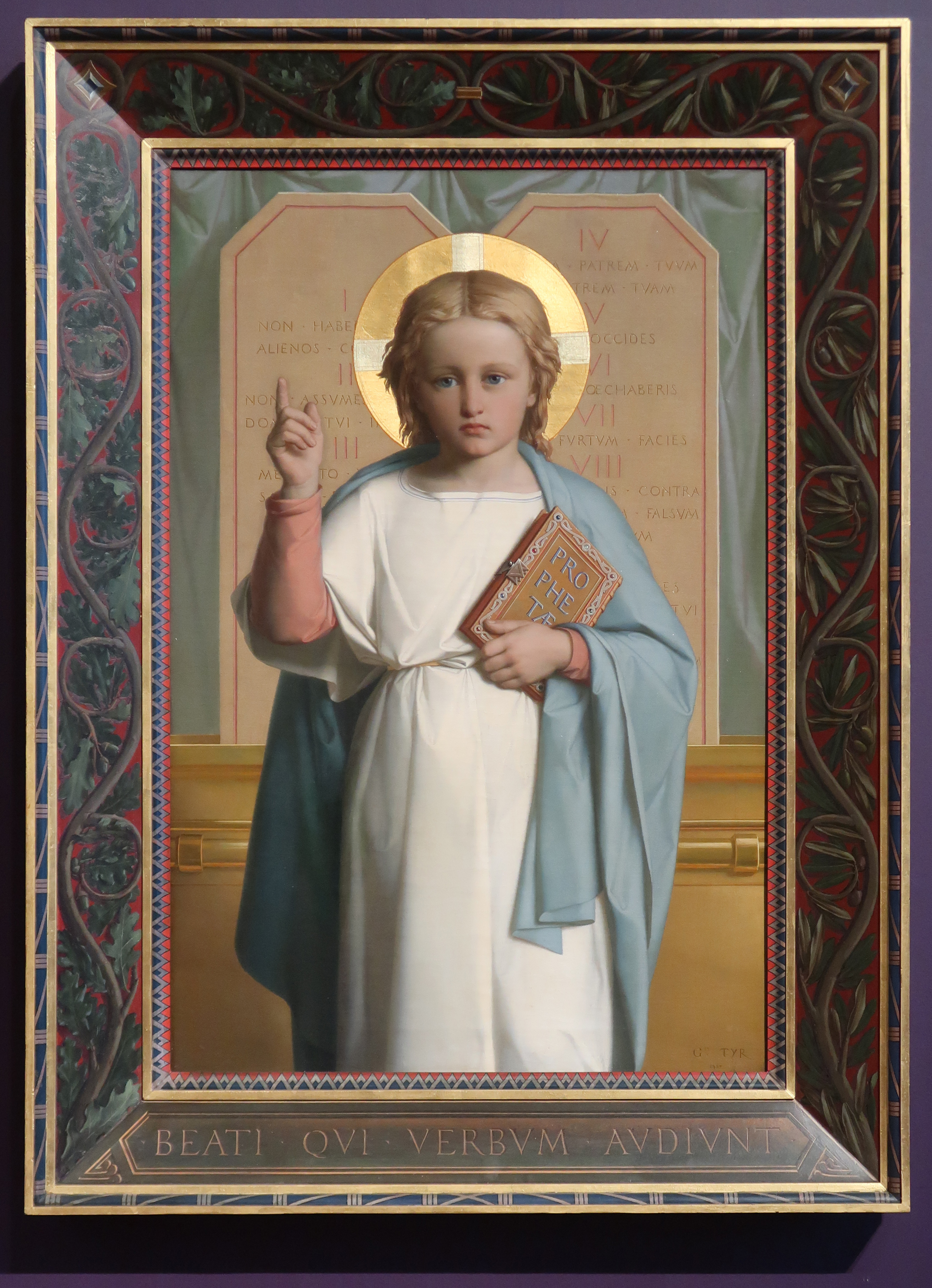
Gabriel Tyr. "Le Christ enfant instruisant". 1850. Huile et or sur toile
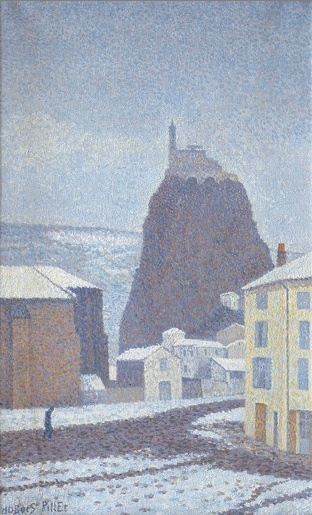
Albert Dubois-Pillet, Église Saint-Michel d'Aiguilhe sous la neige, 1890.
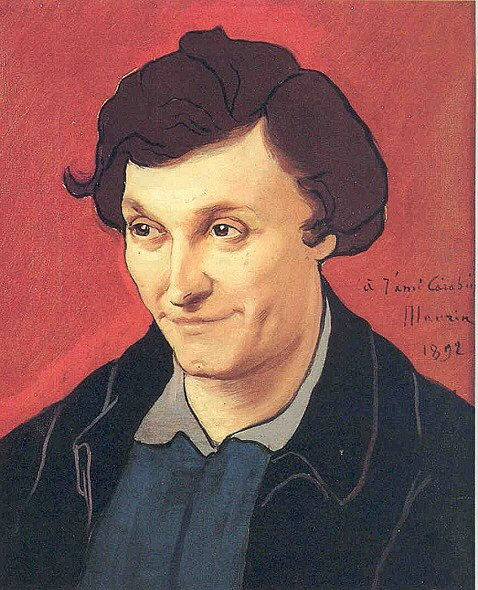
Charles Maurin, Portrait de François-Rupert Carabin, 1892.
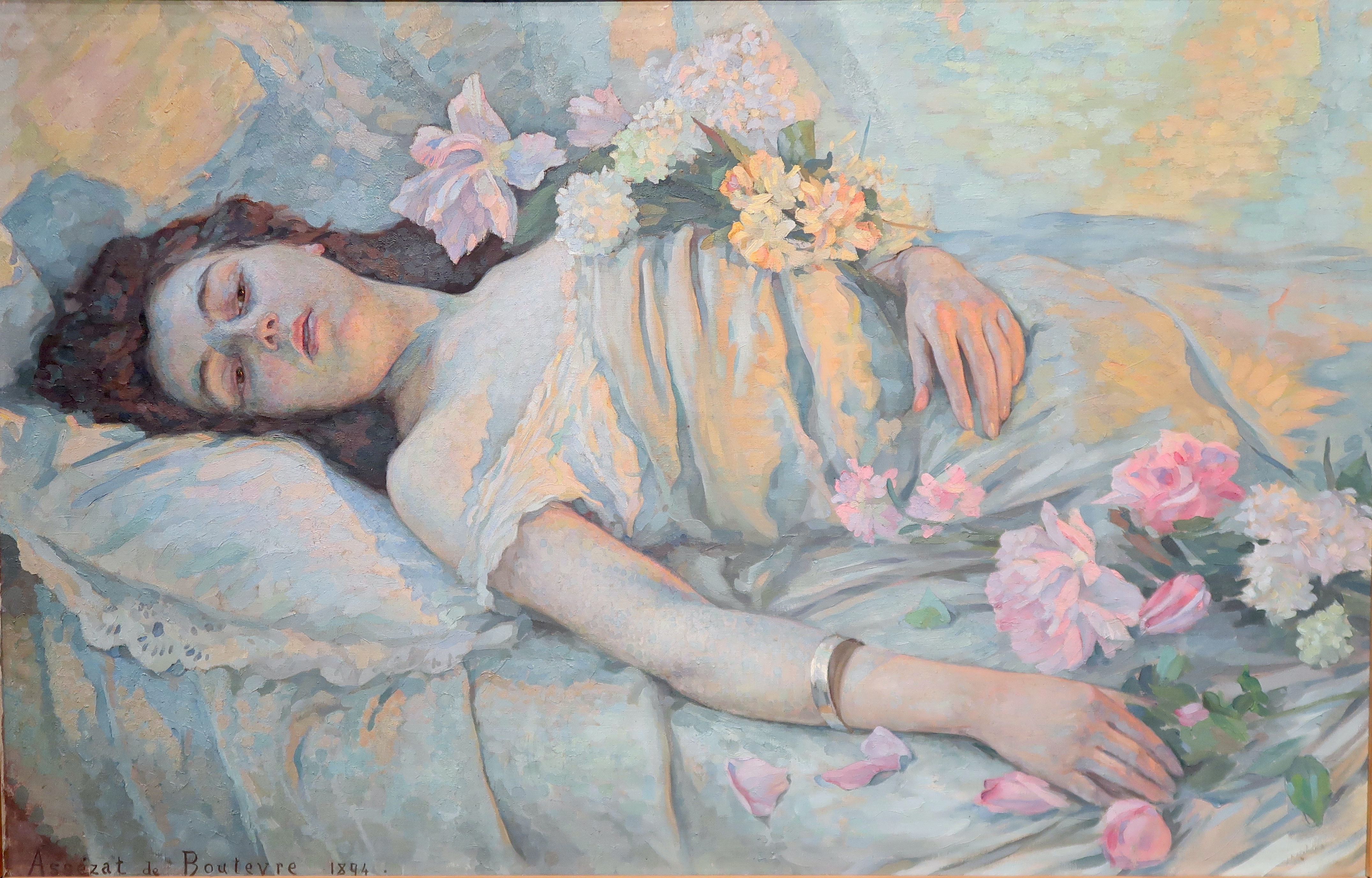
Louis Assezat de Bouteyre. Rêverie. 1894. Huile sur toile.
Lionel Royer, Vercingétorix devant César, 1899.
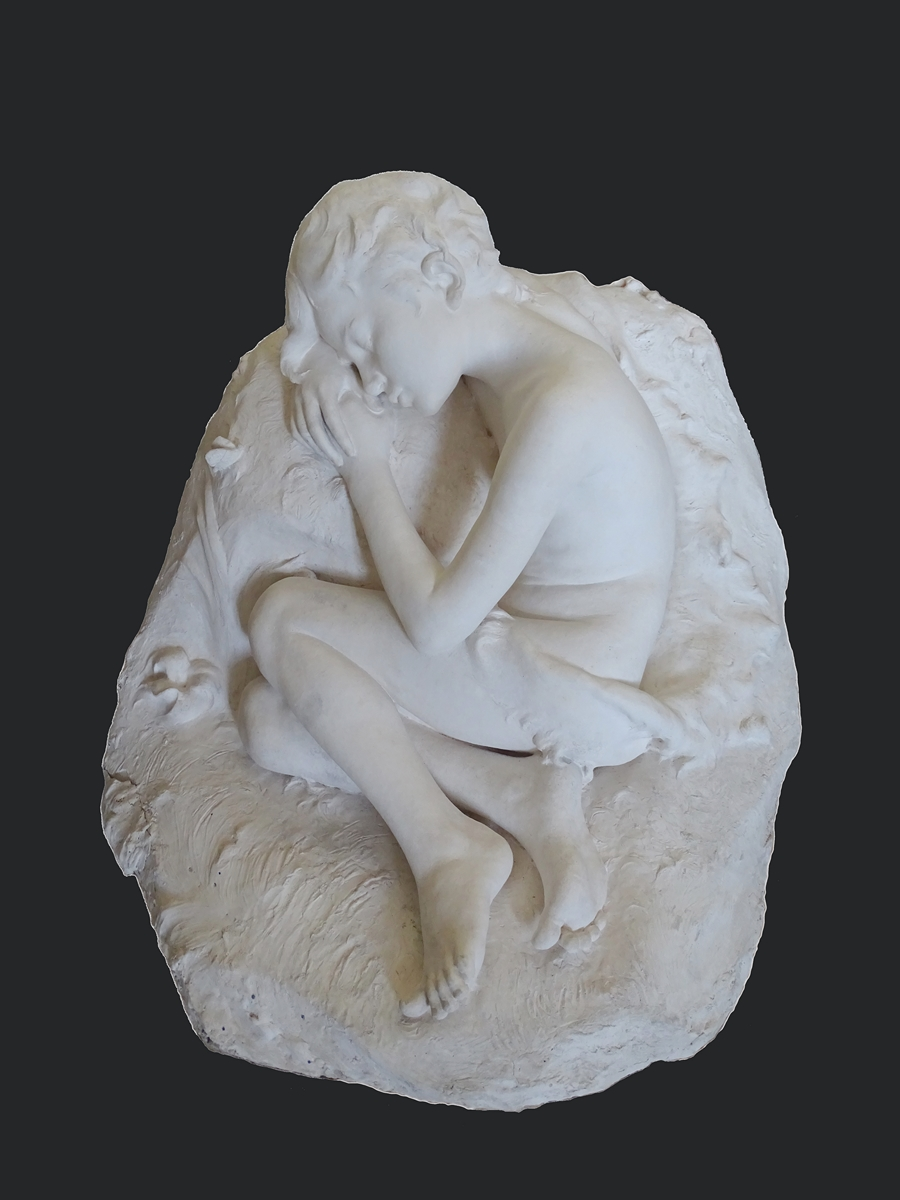
André Besqueut, Le Sommeil de l'Innocence, 1901.

### La galerie scientifique
Elle propose d'importantes collections d'histoire naturelle et de paléontologie, qui répondent à un ensemble de mécaniques évoquant les innovations technologiques du XIXe siècle.
- Mastodonte d'Auvergne
- Crâne holotype de pachycrocuta brevirostris
- Ara macao
- Minéraux
- Mécanisme

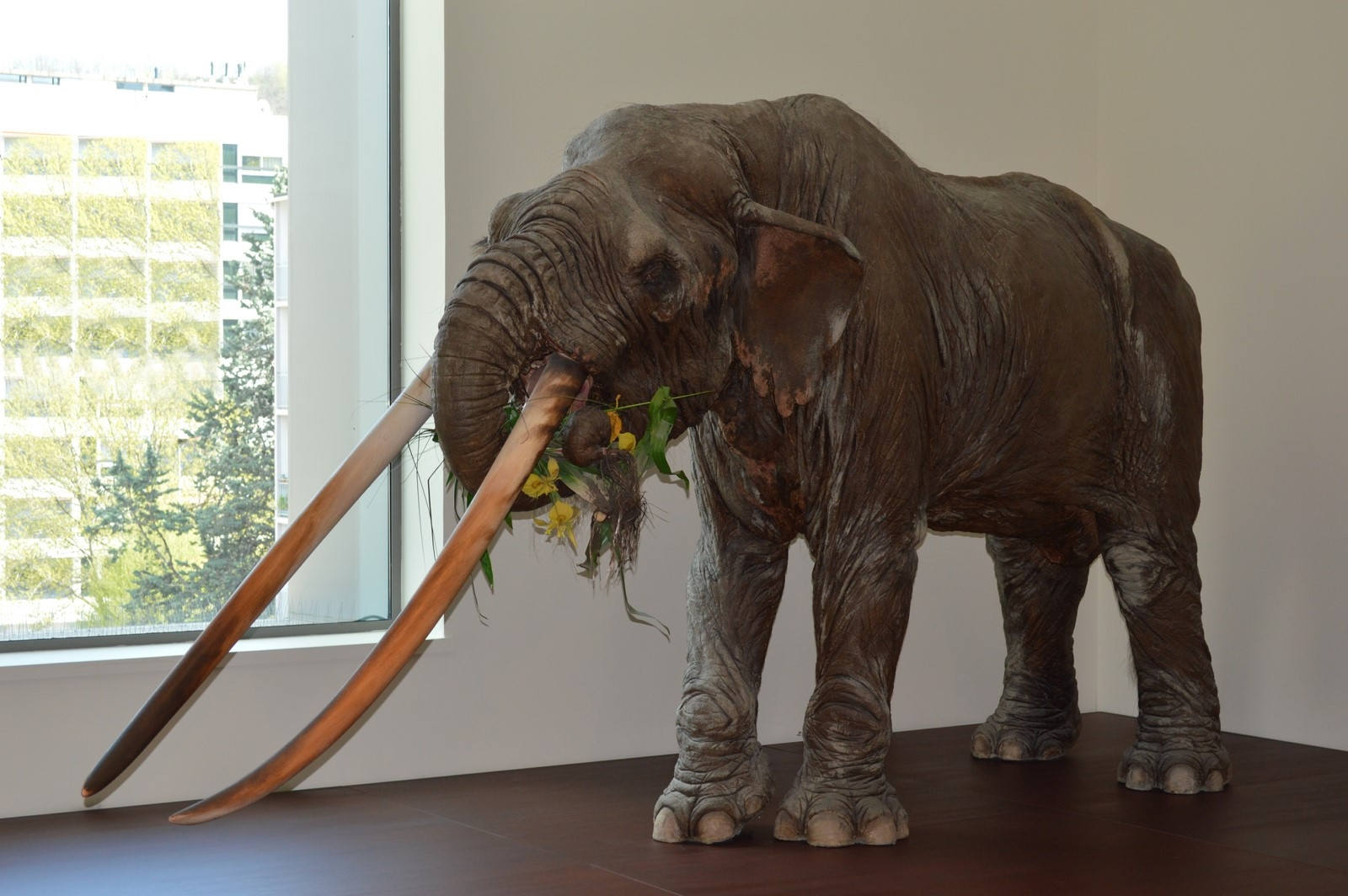
Mastodonte d'Auvergne, réplique à l'échelle 1 par Remie Bakker.
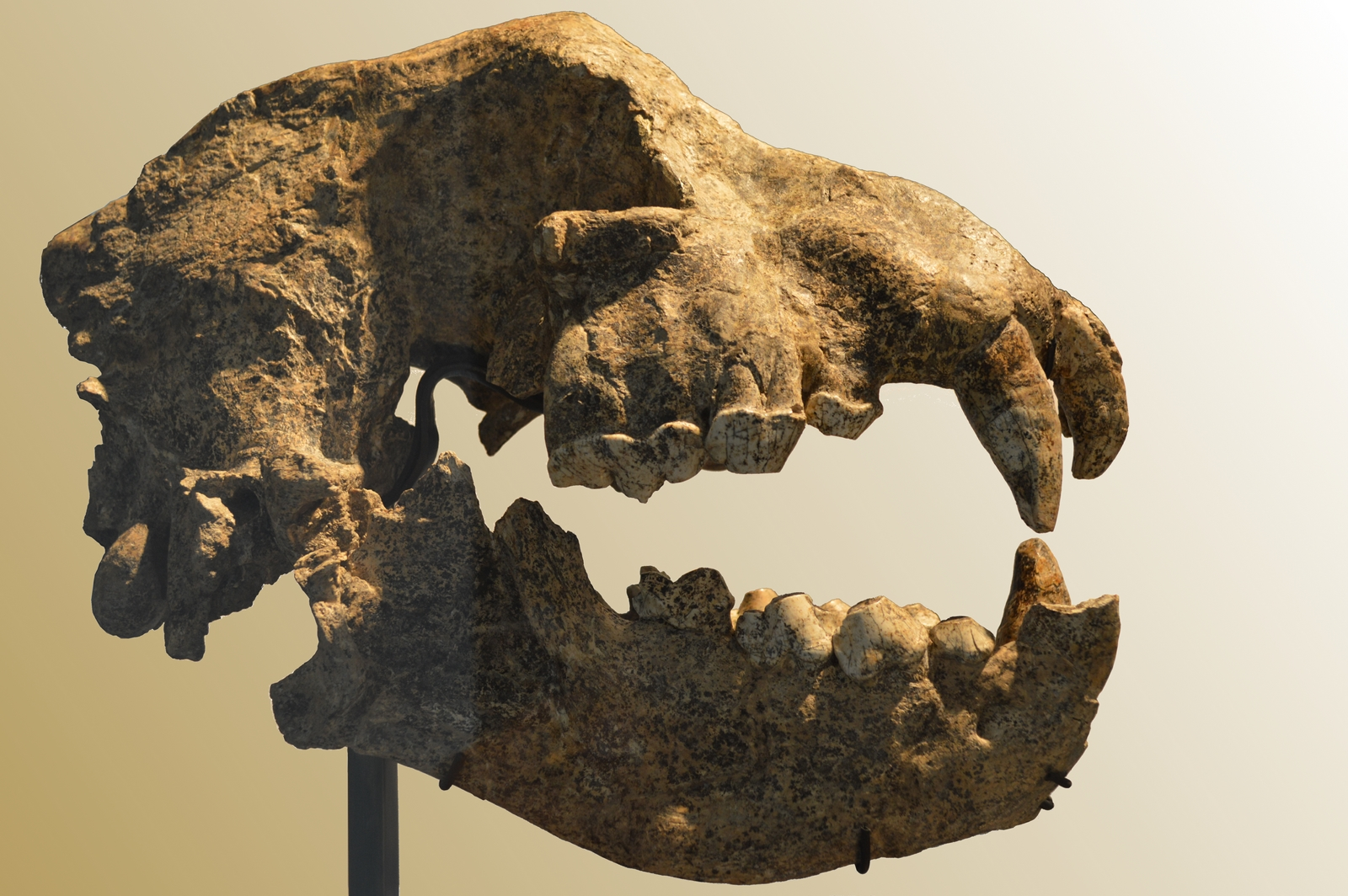
Crâne holotype de Pachycrocuta brevirostris, Sainzelles (Haute-Loire).
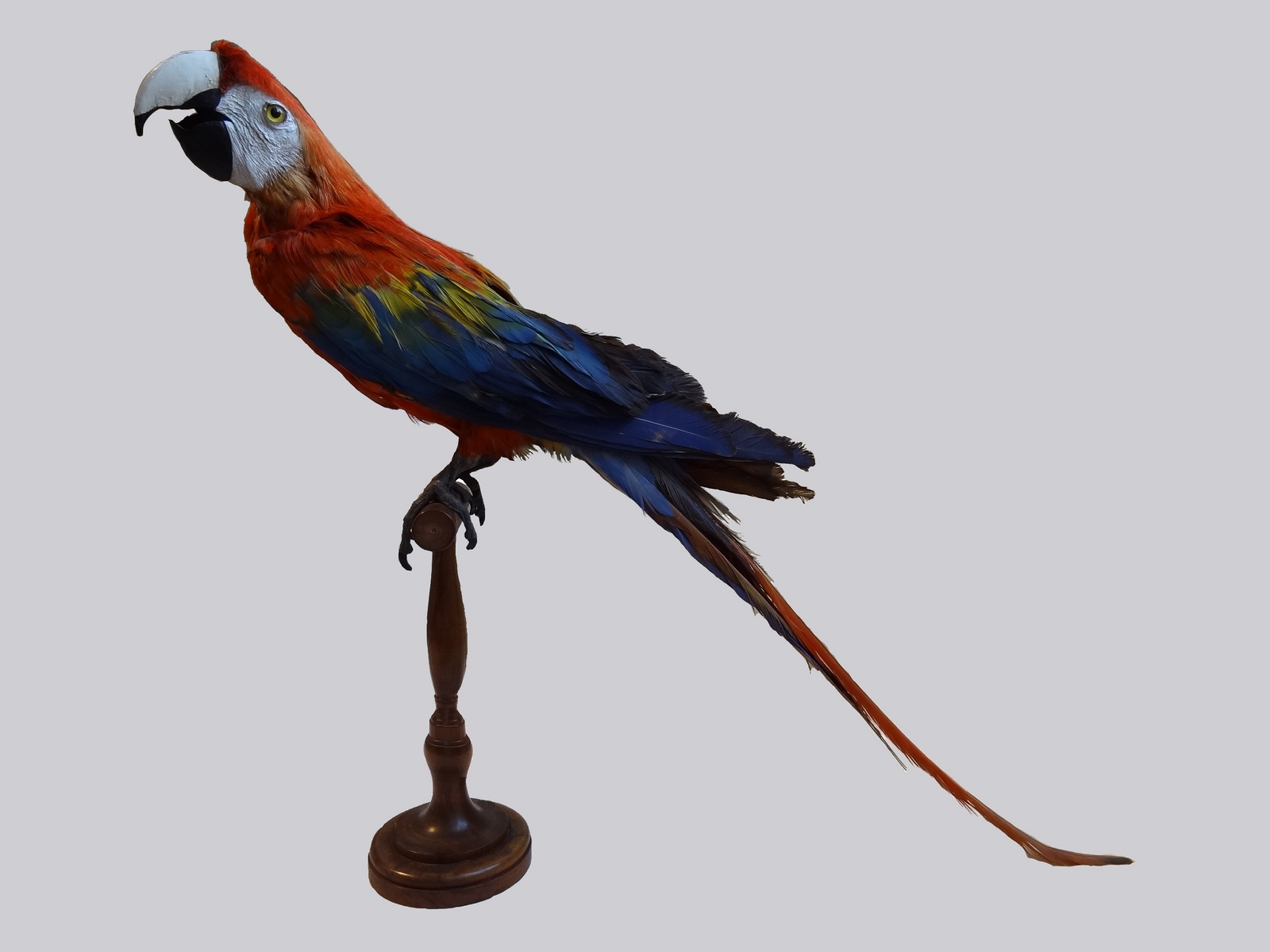
Ara macao, spécimen naturalisé au XIXe siècle.
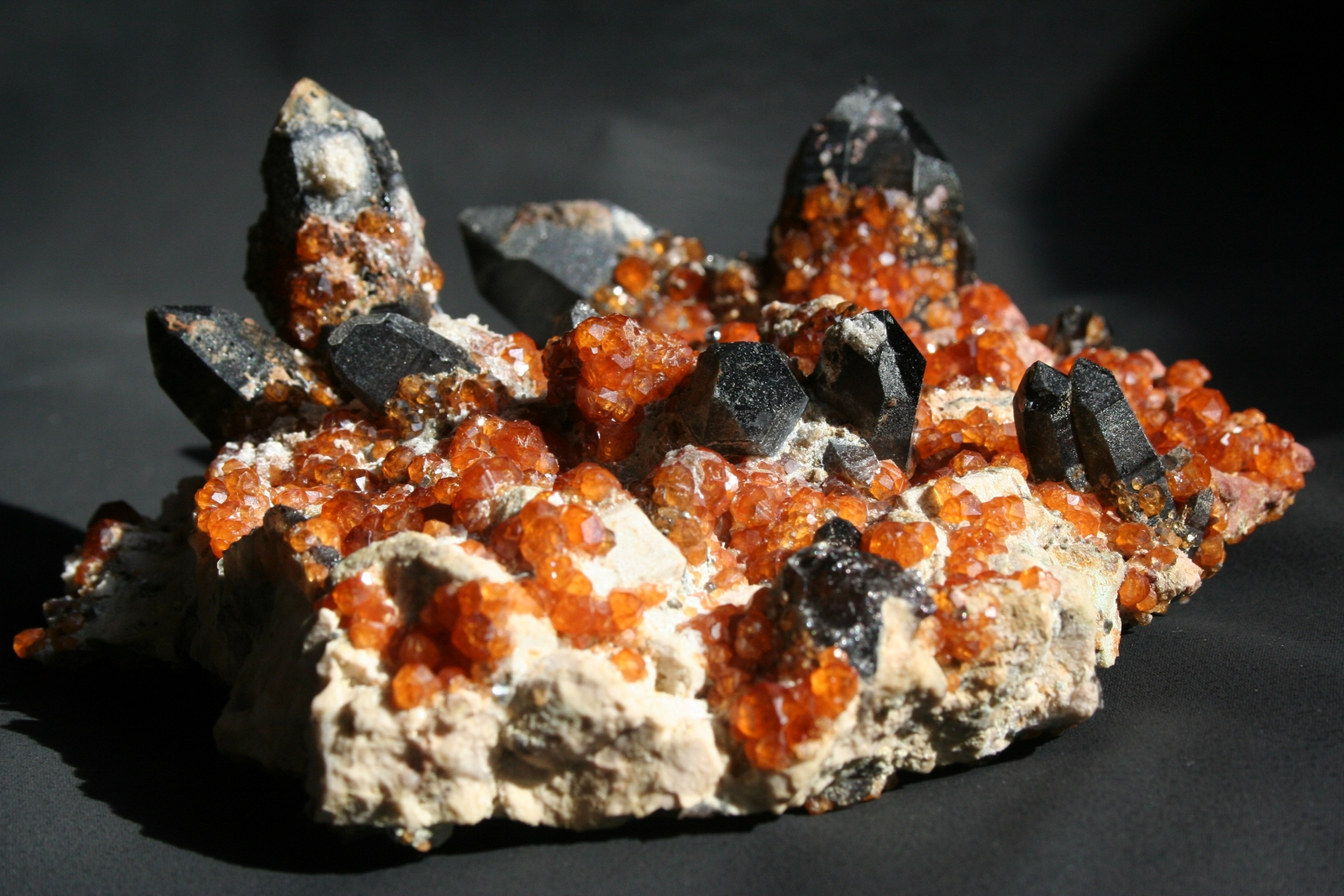
Grenat et quartz fumé, Chine.
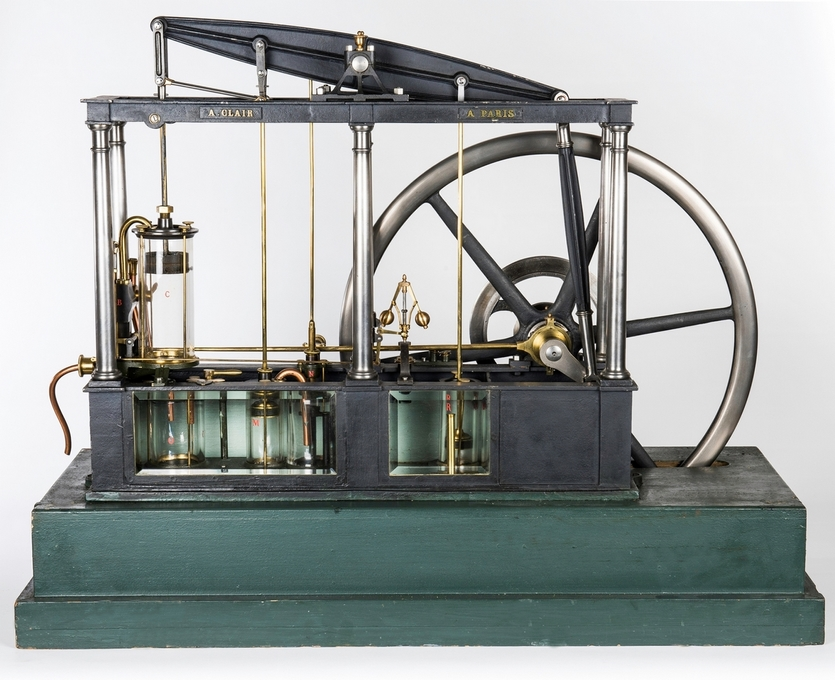
Alexandre Clair, Machine à vapeur verticale de Watt à double effet et à condensation, XIXe siècle.

### La galerie du Velay
Elle met à l'honneur les spécificités de la culture vellave : objets de pèlerinage, fonderie, verrerie et céramique côtoient les ouvrages en dentelle, dont la dentelle du Puy exportée jusqu'en Amérique.
- Mortier.
- Plaque muletière.
- Reliquaire à paperolles.
- Marqueterie de paille.
- Dentelle du Puy.
- Vierge noire.

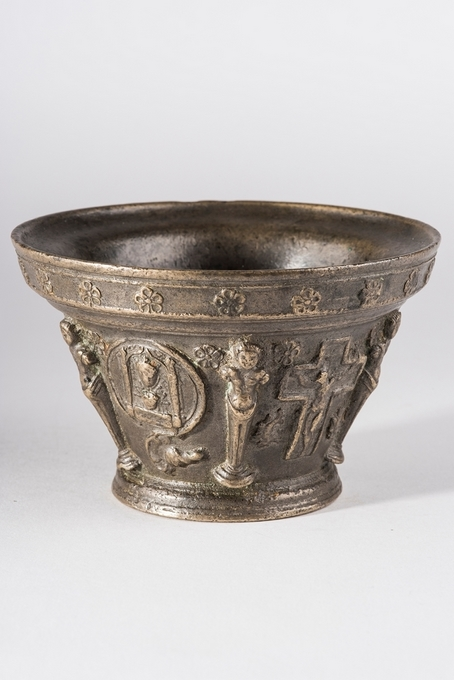
Atelier ICIF, Mortier en bronze, Le Puy-en-Velay, XVIIe siècle.
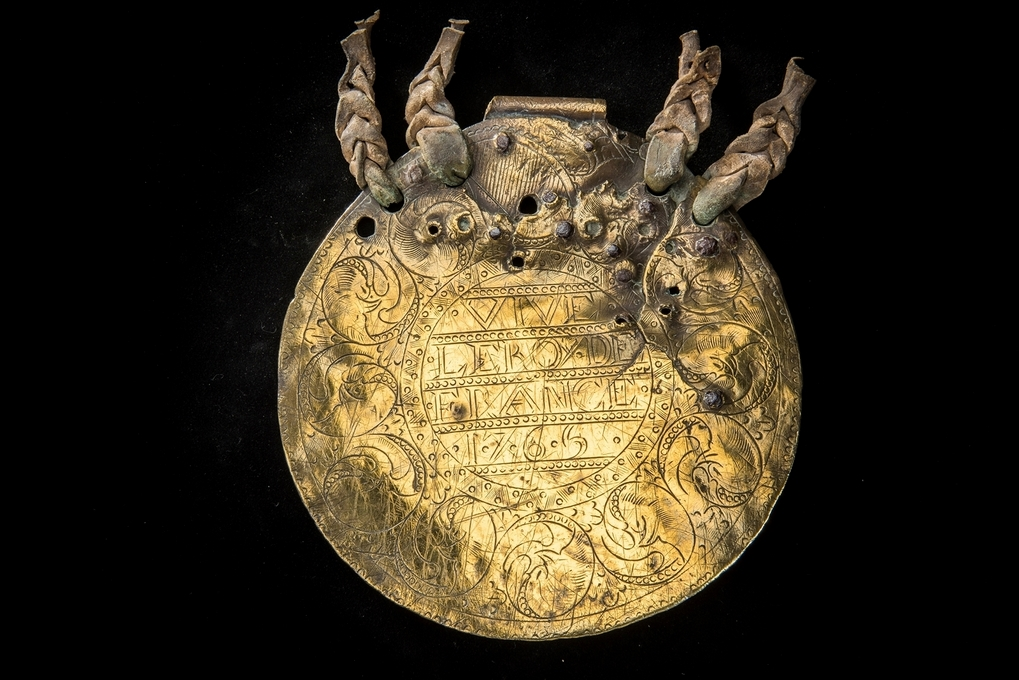
Plaque muletière "Vive le Roy de France", 1765.
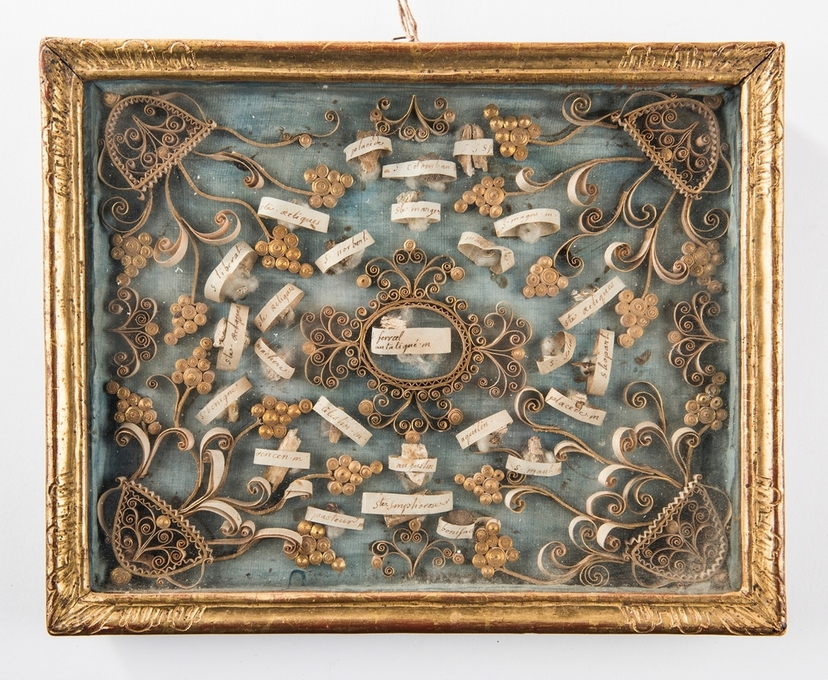
Reliquaire à paperolles, XVIIIe siècle.
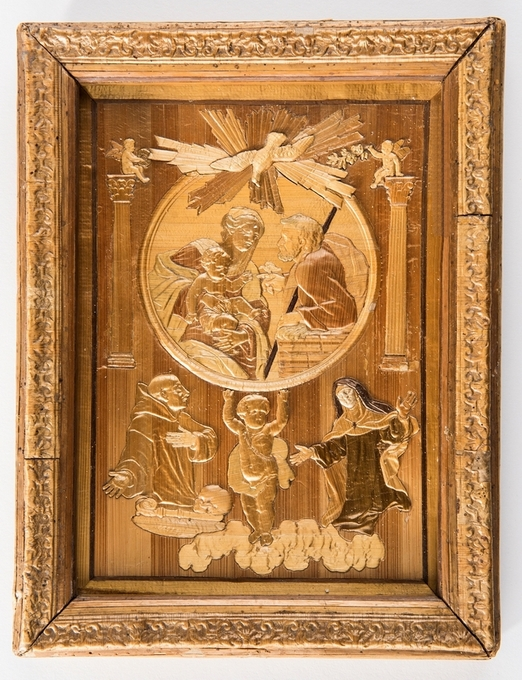
Georges Roland-Morel, La Sainte Famille, marqueterie de paille, Le Puy-en-Velay, XVIIIe siècle.
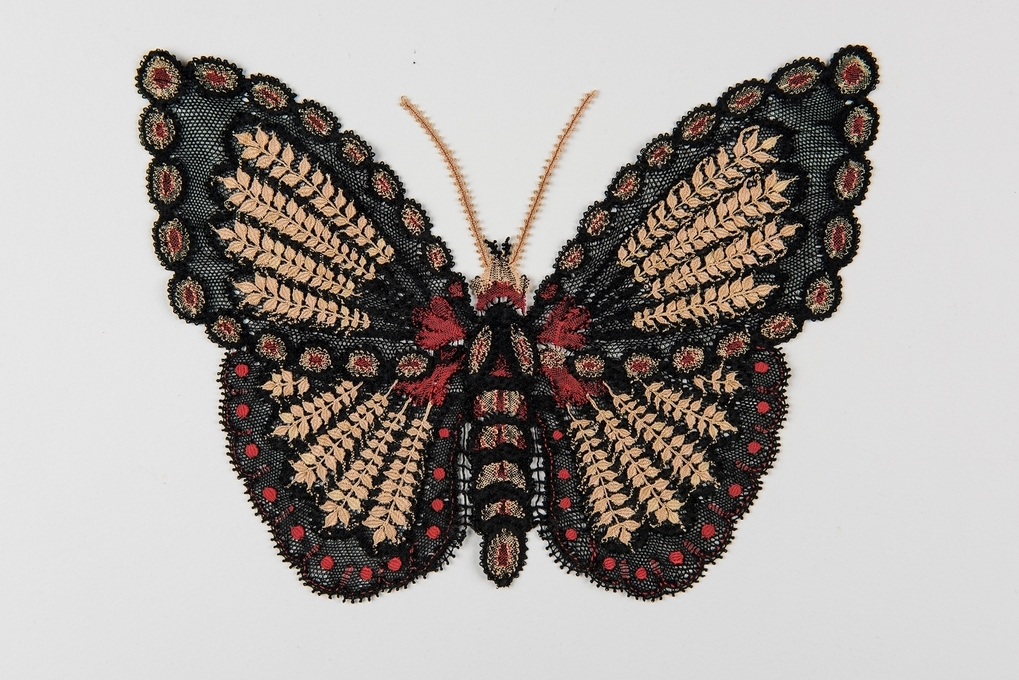
Frères Falcon, Papillon, dentelle du Puy, 1860.
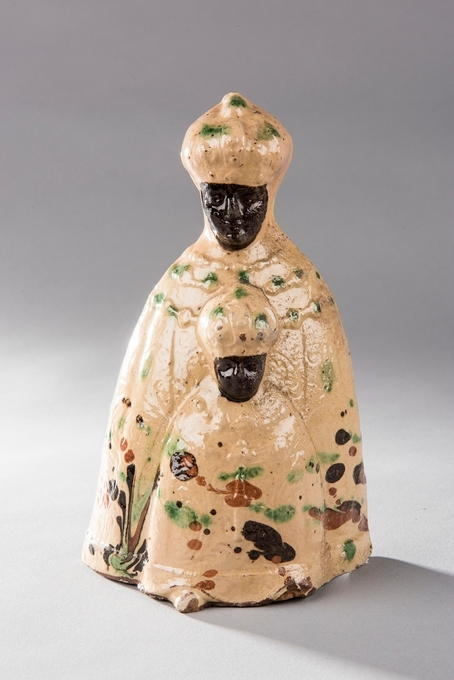
Marcellin Sabatier, Vierge noire, céramique, 1932.

### Insolite
Le musée conserve notamment les masques mortuaires des suppliciés de l'Auberge rouge, ainsi que le costume en peaux de vipères de Jean-Baptiste Courtol, un chasseur de serpents local.

## Expositions
- 150 ans de dentelle au musée Crozatier, 2001[10].
- Le carrosse et la momie, 2002[11].
- Marcoville, 2003.
- Pierre Julien (1731-1804), sculpteur du roi, 2004[12].
- Regard du XIXe siècle sur les fresques de la cathédrale du Puy, 2005[13].
- Charles Maurin (1856-1914), peintre symboliste, 2006[14].
- André Jacquemin : gravures, 2007[15].
- Quoi de neuf ? 5 ans d'acquisition, 2009.
- Mammouths & Cie, 2010[16].
- Regards sur Marie, 2011 (à l'Hôtel-Dieu du Puy-en-Velay)[17].
- Révélation(s), 2016 (à l'Hôtel-Dieu du Puy-en-Velay).
- Picasso et la maternité, 2017 (à l'Hôtel-Dieu du Puy-en-Velay)[18].
- Naissance & Renaissance du musée Crozatier, 2018.
- Fragiles héritages, 2018 (à l'Hôtel-Dieu du Puy-en-Velay).
- Par ici les celtes, pratiques funéraires à l'âge du fer dans le sud du Massif Central, 2019[19].
- Ça tourne ! La fabrique du cinéma d'animation, 2019-2020.
- Serpents, 2021-2022.